# Graeffendorff

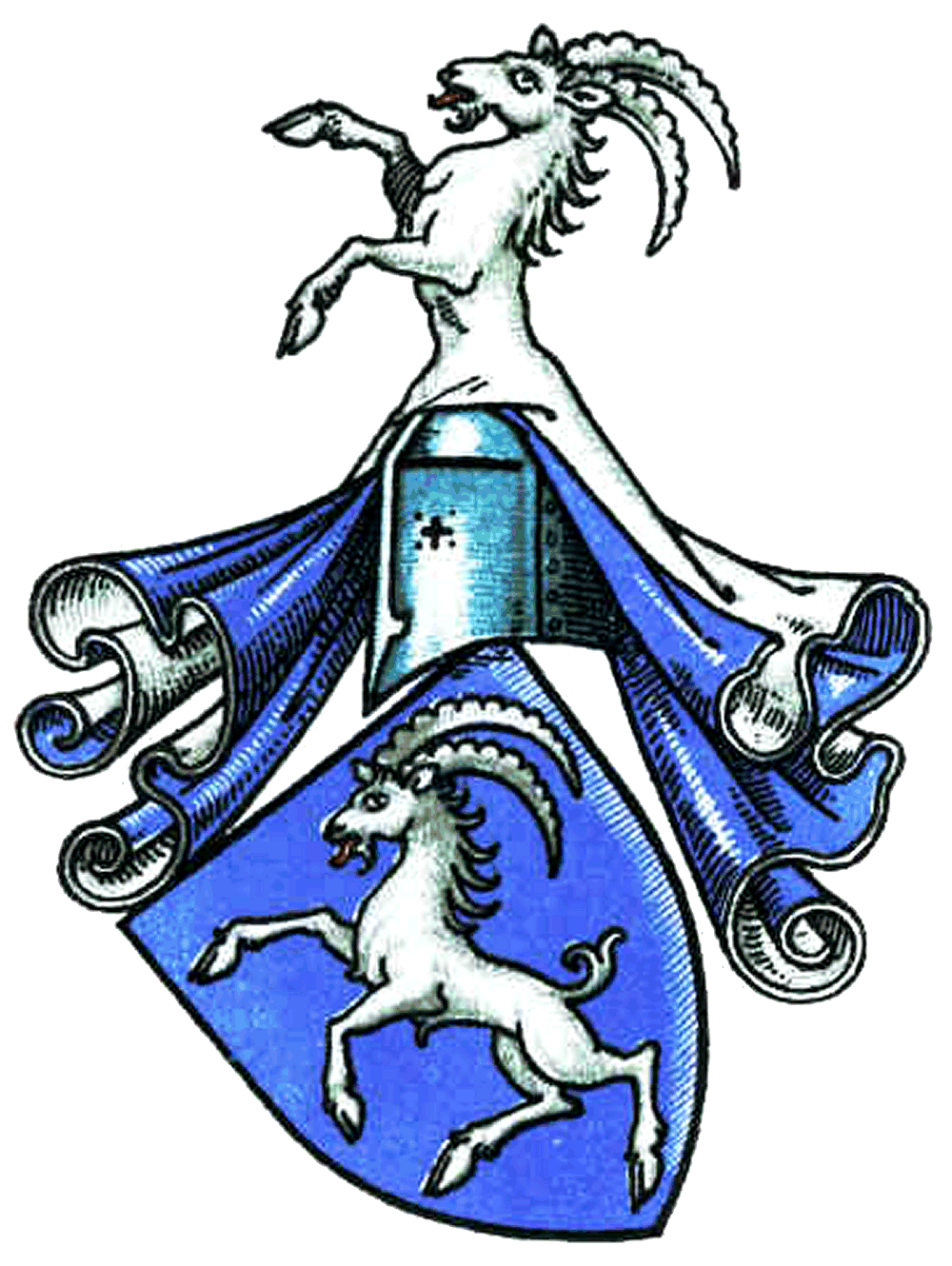
Wappen derer von Gräfendorf

Graeffendorff (auch Gräfendorf, Grefendorf o. ä.) ist der Name eines ostthüringischen Uradelsgeschlechts mit dem gleichnamigen, 1203 genannten Stammhaus bei Ziegenrück.

## Geschichte
Das Geschlecht erscheint urkundlich erstmals 1209 mit den Ministerialen Hartmund und Hermann fratres de oppido Greuinndorf. Im Jahr 1302 wird Cunradus de Grevendorph erwähnt, und die urkundlich gesicherte Stammreihe beginnt mit Konrad von Gräffendorff, 1423 Vogt zu Weißenfels. Wolff von Gräfendorff auf Knau (um 1490) ist Großvater von Wolff Caspar auf Ilm und Haßel. Dessen Enkel, der Obrist-Wachtmeister Wolff Conrad, kaufte 1657 einen Teil von Mechterstädt, wo die Familie von 1652 bis 1839 begütert war, und auch das alte Herrenhaus Altes Steinhaus (Mechterstädt). Jener war der Vater von Ludwig Günther von Graeffendorff, der 1698 beim Einsturz eines erbauten Kellers erschlagen wurde und unter anderen Söhnen den Obrist-Wachtmeister Adam Heinrich von Graeffendorff hinterließ. Zwei weitere Söhne des Wolff Conrad, Erwerbers von Mechterstädt, waren die Generalmajore Friedrich Bernhard und Ernst Quirin von Graeffendorff.

## Wappen
Blasonierung: In Blau ein springender, rot-bewehrter silberner Bock. Auf dem Helm mit blau-silbernen Decken der Bock wachsend.

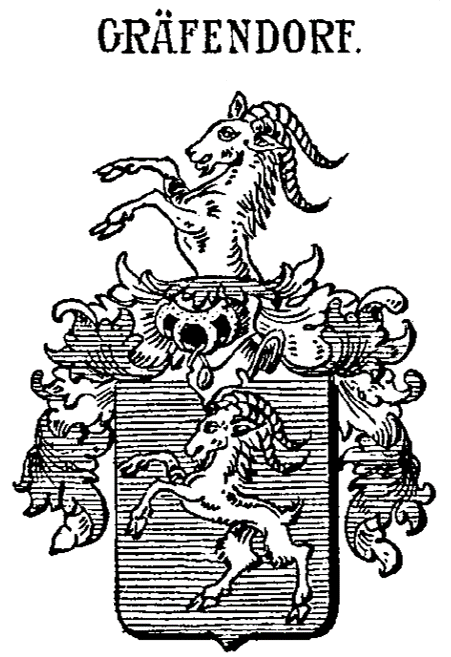
Wappen derer von Gräfendorf in Siebmachers Wappenbuch
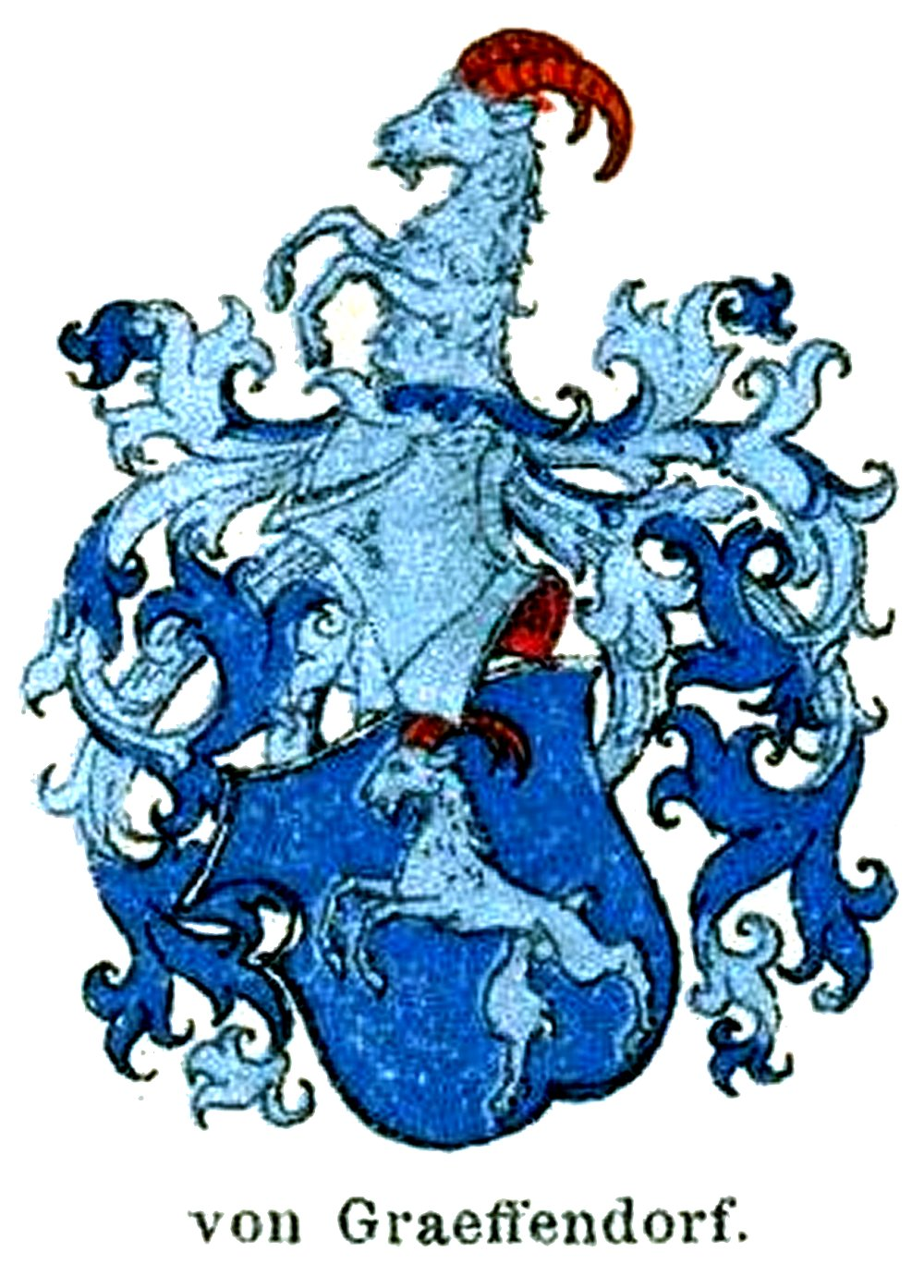
Abbildung in der Großen Markensammlung

## Persönlichkeiten
- Adam Heinrich von Graeffendorff (1677–1749), schwedischer und hessen-kasselscher Generalleutnant
- Ludwig von Graeffendorff (1718–1784), hessen-kasselscher Generalmajor
- Friedrich von Graeffendorff (1756–1829), hessen-kasselscher Generalmajor
- Wolff von Graeffendorff (1876–1945), deutscher Oberst